# Vallis Snellius
Das Vallis Snellius ist ein Mondtal.
Es zählt mit dem Vallis Rheita, das weiter südlich in ungefähr gleicher Richtung verläuft, zu den längsten Tälern des Mondes.
Aufgrund der starken Erosion durch überlagernde Krater ist es allerdings schwierig, den Verlauf des Tales auszumachen.
Der namengebende Krater Snellius liegt ungefähr in der Mitte, von da aus verläuft es in nordwestlicher Richtung bis in die Gegend des Kraters Borda. Der Verlauf in südöstlicher Richtung endet nördlich des Kraters Furnerius.
Die offizielle Benennung durch die Internationale Astronomische Union erfolgte 1964.